# Юпитер Долихен
Юпитер Долихен — восточное божество, культ которого зародился в Сирии, и на непродолжительное время завоевал популярность в Римской империи. Процветал в начале II — середине III веков н. э. Божество отождествлялось с Юпитером и основано на синкретизме его и модификаций Баала, местного верховного божества. Полное наименование — Юпитер Наилучший Величайший Долихен (лат. Jupiter Optimus Maximus Dolichenus). Судя по сделанным находкам, являлся в первую очередь культом римской армии, наибольшую популярность получил среди военных.
Изначально был местным божеством местности Долихия в Северной Сирии. Его культ становится известен в Риме при императоре Адриане, а наибольшее распространение получил в первой половине III в. Во время правления династии Северов он был приравнен к обшеримскому государственному культу Юпитера Капитолийского. Симпатии Северов к восточному культу объяснялись их финикийскими корнями.

## Изображения
Вероятно изначально был местным божеством молнии. Об этом свидетельствуют изображения с пучком молний в руке. В другой рукой обычно двуглавый топор (лабрис).Часто изображался в одежде римского полководца. На голове фригийский колпак или персидская тиара. Очень часто изображался стоящим на быке. По одному из предположений бык символизирует темные силы. Иногда изображался с орлом.
Юнона Долихена, супруга Юпитера Долихена, иногда изображается на корове, иногда на олене.

## История
Самое раннее упоминание — в 125 году на территории современного Алжира. Во время правления Марка Аврелия в Рима строится храм Юпитера Долихена.
Возможно, симпатии Северов привели как к процветанию культа, так и к его забвению. Сразу после смены династии, с приходом к власти Максимина Фракийца, сирийской «партии» на смену приходит иллирийская. Культ с сирийскими корнями теряет популярность, найдены археологические свидетельства разрушения храмов.
Точку в истории культа видимо ставит захват сирийской области Долихии Сасанидами. Это окончательно «дискредитирует» культ в Риме.

## Характер культа
Об особенностях культа известно немного. Культ не дожил до начала массового распространения христианства, когда языческие культы описывались в ходе полемики с их сторонниками. Известно, что культ носил мистериальный характер.
Это значило, что культ носил характер некой избранности. Храмы были закрыты для посторонних. Для допуска требовалось пройти обряды посвящения.
В пантеон Юпитера Долихена входили Аполлон и Диана, Геркулес, божества Солнца и Луны.

## Храмы Юпитера Долихена

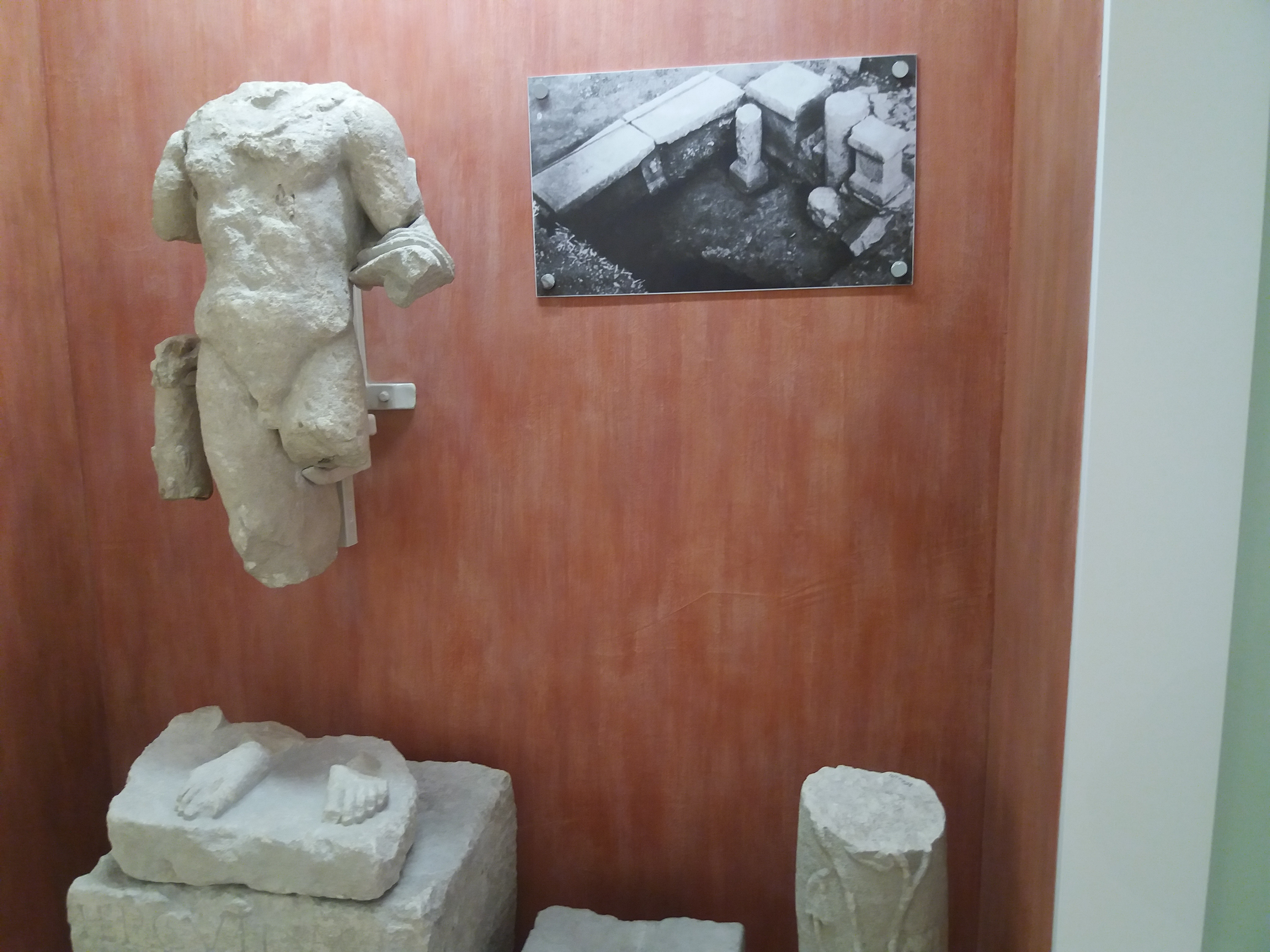
Храм Юпитера Долихена в Балаклаве, постамент и статуя Геркулеса (хранятся в Херсонесском музее-заповеднике)

Известно по меньшей мере 19 храмов Юпитера Долихена. При этом география храмов охватывает почти всю империю — от Северной Африки до Германии, и от Британии до Крыма. Хорошо заметно, что не считая храмов в Италии, они располагаются в приграничных областях империи, особенно вдоль северной границы.
В 1996 году в Балаклаве (Севастополь) найден один из храмов Юпитера Долихена. Он находился рядом с римской базой у Балаклавской бухты, на момент существования храма там располагался I Италийский легион. Всего на территории крымского полуострова найдено три римских военных базы — в Херсонесе (по соглашению с населением города), Хараксе и в Балаклаве. Время постройки храма в Балаклаве относят к промежутку 139-161 г. н. э.. Он восстанавливался при Марке Аврелии. Разрушен ориентировочно в 223 году н. э. В храме найдены постамент статуи с посвящением Геркулесу, алтарь, связанный с почитанием Вулкана, а также нижние части двух известняковых колонн, одна из которых украшена побегами плюща, множество более мелких находок (статуэтки, монеты и др.) Посвятительная надпись Геркулесу гласит:

За здравие императора Антонина, Августа, и Марка Аврелия, Цезаря. Антоний Валент, военный трибун I Италийского легиона (поставил) при содействии Новия Ульпиана, центуриона того же легиона.

Также в этом храме найден алтарь с посвящением Немесиде:

Немесиде Хранительнице посвятил Тит Флавий Цельсин, бенефициарий легата, за спасение себя и детей поставил по обету.

Ещё один найденный в балаклавском храме Юпитера Долихена алтарь посвящен Митре. Найдены также фрагменты изображения Минервы.